# Nová Mosilana
Nová Mosilana, a.s. je český textilní podnik zabývající se výrobou vlněných tkanin se sídlem v Brně v městské části Černovice v Charbulově ulici. Podnik se nachází v Posvitavské průmyslové zóně podél řeky Svitavy. Nová Mosilana je posledním odkazem dříve tak rozvinutého textilního průmyslu na území města Brna, jemuž se pro význam tohoto průmyslového odvětví také přezdívalo moravský Manchester. Brněnský podnik je největší součástí italského koncernu MARZOTTO GROUP, objemem výroby vlněných tkanin je největší v Evropě. Jeho odběrateli jsou i oděvní a módní společnosti Versace, Armani nebo Hugo Boss.

## Historie podniku
Historie vlnařské výroby sahá až do 18. století, na jehož sklonku začal procházet textilní průmysl v Evropě výraznými proměnami spočívajícími ve změně výrobních postupů a zefektivnění práce. V českých zemích tak začaly vznikat první textilní manufaktury a Brno se stalo jedním z předních výrobců textilních materiálů v Rakousku-Uhersku.
Až do konce 1. pol. 20. století se textilní průmysl v Brně vyznačoval množstvím menších soukromých firem, např. Brünner Kamgarn-Spinnerei, zvaná Kemka, Essler, bratři Kleinové, Weiss, Hecht, Neimark, Kohn atd. Dne 18. 10. 1946 došlo ke sloučení těchto firem v nově vzniknuvší národní podnik Moravsko-slezské vlnařské závody.
Po komunistickém puči byl národní podnik rozdělen na pět dílčích subjektů, z nichž jeden nesl název Mosilana, a to až do konce roku 1988, kdy byl podnik přejmenován na státní podnik Mosilana Brno. Období hospodářské transformace v rámci porevolučního vývoje bylo významným milníkem brněnské textilky podobně jako pro mnoho dalších podniků, kdy byl v roce 1992 státní podnik Mosilana Brno privatizován a přejmenován na Mosilana Brno, a.s., zatímco současně probíhala jednání s italským koncernem MARZOTTO S.p.A, jež vyvrcholila vstupem zahraničního kapitálu v roce 1994 a vznikem podniku Nová Mosilana, a.s. 4. 11. 1994 se vlastníkem podniku stala MARZOTTO GROUP.